# Pierre Mercure
Pour les articles homonymes, voir Mercure.
Pierre Mercure, né à Montréal le 21 février 1927, et mort accidentellement près d'Avallon (France), le 29 janvier 1966, est un compositeur, réalisateur de télévision, bassoniste, administrateur québécois et une figure de proue de la musique actuelle.

## Biographie
Benjamin d’une famille de trois enfants, son père, Louis Mercure, est comédien et avocat, et sa mère, Élizabeth Dupré, est musicienne. Encouragé par sa mère et sa tante, il explore le monde des sons dès son plus jeune âge. Il apprend la musique à l’école supérieure d’Outremont qui deviendra l'école de musique Vincent d’Indy. Il fait aussi ses études classiques au Collège Jean-de-Brébeuf.

## Carrière
Après avoir exploré le piano, l’orgue, le violoncelle, il choisit le basson comme instrument principal et devient bassoniste à l'Orchestre symphonique de Montréal. 
Formé au Conservatoire de musique de Montréal (CMM), de 1944 à 1949, sous les auspices de Martin Duchow et Claude Champagne, il aspire à une carrière de chef d’orchestre.  Il poursuit ses études à Paris, avec Arthur Hoérée et Jean Fournet.  Il fait aussi un court passage chez Nadia Boulanger et Darius Milhaud. 
Claude Champagne l’initie à l’univers de la musique française, le forme à l’art de l’orchestration et à la composition. Ses premières œuvres, Kaléidoscope (1947-1948, rev. 1949), un chef-d’œuvre de la musique canadienne, et Pantomime (1948, rev. 1949) traduisent cette influence. 
Créée alors qu’il est encore inscrit au Conservatoire et interprétée par l’Orchestre symphonique de Montréal, Kaléidoscope est une œuvre de jeunesse expressive et ambitieuse dans un registre conventionnel. 
En 1951, il travaille avec Luigi Dallapiccola à Tanglewood aux États-Unis et fréquente la musique sérielle. Exposé aux principes et aux contraintes formels du dodécaphonisme, il préfère leur tourner le dos pour privilégier l’impulsion et la liberté du geste créateur. 
Inspirés par Ravel et Honegger, il compose Cantate pour une joie, en 1955, sur sept poèmes de Gabriel Charpentier - qui est l’un de ses amis. Cette œuvre pour soprano, chœur et orchestre constitue sa première création majeure. Intégrant des œuvres plus anciennes, Ils ont détruit la ville et les trois mélodies de Dissidence, Cantate pour une joie célèbre les temps modernes avec fougue et lyrisme. La scène musicale québécoise renoue régulièrement avec cette fantaisie symphonique, depuis sa toute première interprétation, le 1er février 1956, à l’auditorium Le Plateau alors situé au cœur du parc Lafontaine. 
À la suite d’un stage d’études en Europe entre 1957-1958, pendant lequel il côtoie Pierre Schaeffer, qui est à l'origine de la musique concrète et de la musique électroacoustique, et le Groupe de recherches musicales de la RTF, Mercure explore ce courant musical. De 1959 à 1962, Mercure compose des œuvres à l’aide de sons concrets qu’il transfigure avec des appareils électroniques, une démarche qui répond à son besoin ardent d’expérimenter, de se renouveler constamment et de promouvoir l’actualité musicale avec sincérité. À partir de 1962, il approfondit ses recherches en compagnie de Henri Pousseur, Bruno Maderna, Luigi Nono, Luciano Berio. Durant les années 1960, il se joint plusieurs fois aux concerts Fluxus dans le loft de George Maciunas à New York.
Pierre Mercure est aussi le principal organisateur de la première Semaine internationale de musique actuelle qui présente, à Montréal, des œuvres de plusieurs compositeurs qui sont des figures de premier plan dans le monde de la musique actuelle (John Cage, Christian Wolff, Mauricio Kagel, Toshi Ichiyanagi,  Iannis Xenakis). Ces concerts sont présentés à la Comédie canadienne en août 1961.
Ces rencontres seront déterminantes pour les œuvres qui suivront et qui incarnent sa maturité. Mercure pratique désormais un langage original fondé sur des référents musicaux traditionnels qu’il réinvente (Lignes et points) ou qu’il structure à l’aide de règles inédites (Psaume pour abri, Tétrachromie)
Fasciné par les techniques émergentes, Mercure élabore H2O per Severino  à travers le champ nouveau, et plus conceptuel, de la musique aléatoire. Celui qui se décrivait comme un “inventeur de sons” invente désormais des procédés qui permettent à l’interprète de choisir l’ordre dans lequel les éléments sont présentés ou de suggérer une version de l’œuvre.

## Automatisme musical
La liberté de l’impulsion est au cœur de son processus créatif, Mercure l'explique ainsi : "Affirmer ma vibration personnelle en termes sonores : voilà comment je définis ma recherche. Je n’attends pas, pour écrire, une inspiration intérieure personnelle et égoïste. Je veux une œuvre dynamique et ascendante. Quelque chose de positif, quelque chose qui s’affirme. Cela n’a rien d’intellectuel. C’est au contraire vibrant, sensible, lyrique. Il s’agit pour moi d’automatisme en musique."
“Automatisme en musique”, l’expression renvoie au manifeste du Refus global. Pierre Mercure ne fait pas partie des signataires du manifeste mais son œuvre est, de part en part, signé par ce projet.  Il collabore avec plusieurs des automatistes : Jean-Paul Riopelle, Jean-Paul Mousseau, Françoise Sullivan et, surtout, avec Françoise Riopelle qui deviendra sa compagne. Il adhère sans réserve au rejet des valeurs conservatrices et son inspiration musicale se nourrit  de cette liberté chère aux automatistes.
À la manière des peintres, écrivains, chorégraphes, sculpteurs du Refus global qui participent à la création d’œuvres qui décloisonne les catégories artistiques avec la conviction qu’aucune forme d’art n’en domine une autre, Mercure souscrit pleinement à une intention transdisciplinaire : musiques pour ballets, univers sonores, récitals accompagnés d’éclairages ou de sculptures en direct. Ces dialogues ouverts entre les arts lui permettront de comprendre un autre médium intégrateur comme peu sauront le faire : la télévision.

## Télévision et radio
Mercure devient un réalisateur d'émissions musicales télévisées qui fera sa marque au service de la Société Radio-Canada. Réputé pour son audace et la qualité de son travail, on lui doit, à partir de 1954 un nombre considérable d’émissions musicales : « L'Heure du concert », « Concerts pour la jeunesse », «Jazz Workshop », « Music-Hall », « Pays et merveilles », etc.

## Œuvres
Orchestre
- Kaléidoscope (1948)
- Ils ont détruit la ville (1950)
- Cantate pour une joie (1955)
- Divertissement (1957)
- Triptyque (1959)
- Lignes et Points (1964)

Musique de chambre
- Pantomime (1948)
- H2O per Severino (1965)

Électronique
- Jeu de hockey (1961)
- Répercussions (1961)
- Structures métalliques III (1962)
- Psaume pour abri (1963)

Voix
- Dissidence (1957, rév. 1958)

Ballet
- Dualité (1948)
- La Femme archaïque (1949)
- Lucrèce Borgia (1949)
- Emprise (1950)
- Improvisation (1961)
- Incandescence (1961)
- Structures métalliques I and II (1961)
- Tétrachromie (1963)
- Manipulations (1964)
- Surimpressions (1964)

Film
- La Forme des choses (1965)
- Élément 3 (1965)

Le fonds d’archives Pierre Mercure est conservé au centre d’archives de Montréal de Bibliothèque et Archives nationales du Québec.

## Récompenses
Premier prix d'harmonie, de contrepoint, et deuxième de prix de basson au Conservatoire de musique de Montréal en 1949.
L'œuvre perre remue cri du trio de performance sonore mineminemine (André Éric Létourneau, Alexandre Saint-Onge et Magali Babin), créée et interprétée à Montréal plusieurs fois durant les années 2009 et 2010, constitue un hommage à Pierre Mercure (le titre constitue une anagramme du nom du compositeur).

## Honneurs
- La salle principale du Centre Pierre-Péladeau de Montréal a été nommée Salle Pierre-Mercure.
- La rue Pierre-Mercure a été nommée en son honneur, en 1986, dans la ville de Québec.